# Polk Township (comté de Ray, Missouri)
Pour les articles homonymes, voir Polk Township et Polk.
Polk Township est un ancien township, situé dans le comté de Ray, dans le Missouri, aux États-Unis,.
Le township est fondé en 1845 et baptisé en référence à James K. Polk, 11e président des États-Unis.

### Source de la traduction
- (en) Cet article est partiellement ou en totalité issu de l’article de Wikipédia en anglais intitulé « Polk Township, Ray County, Missouri » (voir la liste des auteurs).